# Nationernas förbund
Nationernas förbund (NF) (franska: Société des Nations, engelska: League of Nations) var en mellanstatlig organisation för internationell konfliktlösning och samarbete. Förbundet grundades 1920 och upphörde formellt 1946. Innan dess hade NF i princip slutat fungera i och med att förbundet misslyckats med att förhindra andra världskrigets utbrott 1939. NF ersattes av Förenta nationerna (FN) efter kriget.

## Historik

### Grundande
Nationernas förbund, som också kallades för folkförbundet, grundades 1920 av USA:s president Woodrow Wilson efter beslut 1919. 
Tanken på ett internationellt politiskt organ för bevarande av freden hade då funnits sedan länge. Léon Bourgeois beskrev 1910 i La Société des nations ett sådant, och har kommit att betraktas som Nationernas förbunds andlige fader. Det var dock erfarenheterna från blodbadet under första världskriget som kom att ge tanken vind i seglen. I ett anförande inom den amerikanska sammanslutningen League to enforce peace gjorde Wilson ett uttalande direkt för en sådan organisation. Mer spridning fick hans tal i den amerikanska senaten 22 januari 1917 och i det tal till kongressen 8 januari 1918 där han lade fram sina "14 punkter". Även i Wilsons tal på USA:s nationaldag 4 juli 1918 ingick frågan om bildandet av en internationell fredsorganisation.
Även på andra håll hade liknande tankar förts fram av andra. Den tyske rikskanslern Theobald von Bethmann Hollweg hade redan i november 1916 uttalat sig om att Tyskland var villigt att biträda vid skapandet av ett folkförbund. I Frankrike lade en regeringskommission fram ett sådant förslag i juni 1918, och i Storbritannien hade en regeringskommission ledd av Walter Phillimore i mars 1918 lagt fram ett förslag, vilket delgetts Wilson som diskuterat det med sin vän Edward Mandell House, vilken fått uppdraget att utarbeta ett nytt förslag, vilket lades fram 16 juli 1918 och i motsats till det brittiska upptog grundandet av en internationell domstol som en viktig del.
Wilson lade Houses förslag till grunden för ett eget utkast till sitt eget förslag till folkförbund, som han medförde när han i december 1918 begav sig till fredskongressen i Paris. Här fick han även synpunkter från Jan Smuts kring frågan om etniska minoriteter och vikten av skydd även för dessa även inom ramen för folkförbundet. Utifrån de synpunkterna tillkom ett andra utvidgat utkast, som 10 januari 1919 lades fram för brittiska och amerikanska sakkunniga. Wilsons egen utrikesminister Robert Lansing var skeptisk till Wilsons planer, men en annan av USA:s delegerade Tasker Howard Bliss deltog med kommentarer och anmärkningar som antas ha påverkat Wilsons tredje utkast.
Den brittiska delegationen hade ett eget i några delar annorlunda förslag, varför i kompromissyfte frågan behandlades mellan de brittiska ombudet Robert Cecil och amerikanen David Hunter Miller. Tillsammans med den brittiske kronjuristen Cecil Hurst utarbetades därefter 1-2 februari 1919 det så kallade Hurst-Millerutkastet. Detta lades sedan till grund för en folkförbundskommission, som tillsattes av fredskongressen i slutet av januari och under Wilsons ledning sammanträdde 3-13 februari 1919. Representanter i kommissionen var USA, Storbritannien, Frankrike, Italien, Japan, Belgien, Brasilien, Kina, Portugal och Serbien. 6 februari tillkom Grekland, Polen, Rumänien och Tjeckoslovakien.
Det enhälliga utkastet av kommissionen presenterades 14 februari 1919. Det var främst Storbritannien och USA som låg bakom förslaget, även om en del franska och italienska redigeringsförslag beaktats. Folkförbundskommissionen underkastade 22 mars - 11 april 1919 förslaget en del revideringar, i huvudsak av formell art. Påverkad av stämningen i USA tvingades Wilson att göra vissa förbehåll för USA:s räkning, främst beträffande Monroedoktrinen. Det reviderade kommissionsförslaget antogs enhälligt av fredskonferensen 28 april 1919. Dess definitiva antagande blev dock 28 juni 1919, då det med några mindre ändringar undertecknades i Versaillesfördraget. När detta trädde i kraft 10 januari 1920, kan även Nationernas förbund sägas ha börjat existera. Akten om Nationernas förbunds grundande ingick även i fredsfördragen med Österrike i Saint Germain 10 september 1919, med Bulgarien i Neuilly 27 oktober 1919 och med Ungern i Trianon 4 juni 1920.
Som ursprungliga medlemmar upptogs de stater som undertecknade fredstraktaten i Versailles vilka var Australien, Belgien, Bolivia, Brasilien, Frankrike, Grekland, Guatemala, Haiti, Honduras, Italien, Japan, Jugoslavien, Kanada, Kina, Kuba, Liberia, Nicaragua, Nya Zeeland, Panama, Peru, Polen, Portugal, Rumänien, Siam (Thailand), Storbritannien, Sydafrika och Tjeckoslovakien. Tretton neutrala stater inbjöds även medlemskap, under förutsättning att de före 10 mars 1920 ansökte om medlemskap, vilket Sverige gjorde 9 mars. Övriga inbjudna stater som även blev medlemmar var Argentina, Chile, Colombia, Danmark, El Salvador, Nederländerna (Holland), Norge, Paraguay, Persien (Iran), Schweiz, Spanien och Venezuela.
Argentina tillkännagav dock redan december 1920 att de tänkte lämna Nationernas förbund i protest mot att deras förslag att låta alla stater få rätt ansöka om medlemskap, bland annat Tyskland, inte hörsammades.
1920 blev Albanien, Bulgarien, Finland, Luxemburg och Österrike medlemmar; Estland, Lettland och Litauen 1921; Ungern 1922; Abessinien (Etiopien) och Irland 1923; Dominikanska republiken 1924, Tyskland 1926, Mexiko 1931 samt Irak och Turkiet 1932.
Costa Rica blev medlem 1920 men utträdde 1927. Brasilien utträdde 1928 efter att ha anmält sitt utträde 1926 i protest mot att inte ha fått permanent plats i rådet.

### Försvagning
Under 1930-talet försvagades NF successivt genom en rad internationella kriser då NF inte hindrade Kejsardömet Japan, Kungariket Italien och Nazityskland från att utöka sina territorier med våld. De tre framtida axelmakterna undergrävde den internationella kollektiva säkerheten. Japan erövrade 1931 Manchuriet från Kina efter Mukdenincidenten och skapade lydstaten Manchukuo. Japan trädde ur NF efter att en NF-kommission funnit att Manchukuo inte var en genuint självständig stat och att Manchuriet borde återges till Kina.
1935 invaderade Italien Etiopien, en annan medlem av NF, utan påföljande kännbara sanktioner från andra medlemmar. I juni 1936 motverkade Polen beslutet om internationella sanktioner mot Italien. De ekonomiska sanktionerna mot Italien hade införts så tidigt som hösten 1935 och redan då valde länder som Österrike och Ungern att stå utanför. Polen rättade sig efter sanktionerna, men valde att försommaren 1936 verka för deras avskaffande eftersom åtgärderna inte längre tjänade något syfte. I juli 1936 hävde NF repressalierna.
Mars 1936 remilitariserade Tyskland Rhenlandet i strid med Versaillesfredens bestämmelser utan kännbara reaktioner från omvärlden.
Dessa incidenter visade att NF var antingen ovilligt eller oförmöget att stoppa militär expansion och banade vägen för andra världskriget. Den tyska regeringen fruktade inte omvärldens reaktioner när den började ställa krav på landavträdelser från Tjeckoslovakien 1938 och ignorerade Münchenöverenskommelsens bestämmelser när man sedan ockuperade Tjeckoslovakien. Därefter började Tyskland kräva landavträdelser från Polen. Tyskland hade redan 1933 lämnat nationernas förbund och Japan trädde ur samma år. Vid andra världskrigets utbrott i september 1939 hade NF i princip slutat fungera som organisation, uteslutandet av Sovjetunionen blev dess sista handling av betydelse.
Den 14 december 1939 uteslöts Sovjetunionen för sitt anfall på Finland. Uteslutningen skedde dock efter olagligt förfarande, då man hade brutit mot NF:s egna former. Endast 7 av 15 medlemmar i säkerhetsrådet röstade för uteslutningen (Storbritannien, Frankrike, Belgien, Bolivia, Egypten, Sydafrikanska Unionen och Dominikanska republiken) vilket inte var en majoritet. Dessutom hade 3 av dessa 7 medlemmar (Sydafrikanska Unionen, Bolivia och Egypten) valts in i säkerhetsrådet dagen innan omröstningen. Nationernas Förbund upphörde i princip att verka efter detta och upplöstes formellt 1946.

### Upplösning
Nationernas förbund upplöstes formellt 20 april 1946, men hade i princip slutat fungera i och med andra världskrigets utbrott. Förenta nationerna (FN), som bildades 24 oktober 1945, blev den nya mellanstatliga organisationen för konfliktlösning och internationellt samarbete. Vissa av NF:s underorgan, som exempelvis Internationella arbetsorganisationen, uppgick i FN när NF upplöstes.

## Nationernas förbunds roll
Nationernas förbunds främsta syfte skulle vara att bevara freden i världen, men fick även till uppgift att garantera de nationella minoriteternas rätt. Senare utförde organisationen även sekundära uppgifter inom ekonomiskt och socialt arbete, som epidemibekämpning, flyktinghjälp och hjälp med saneringen av vissa länders finanser.

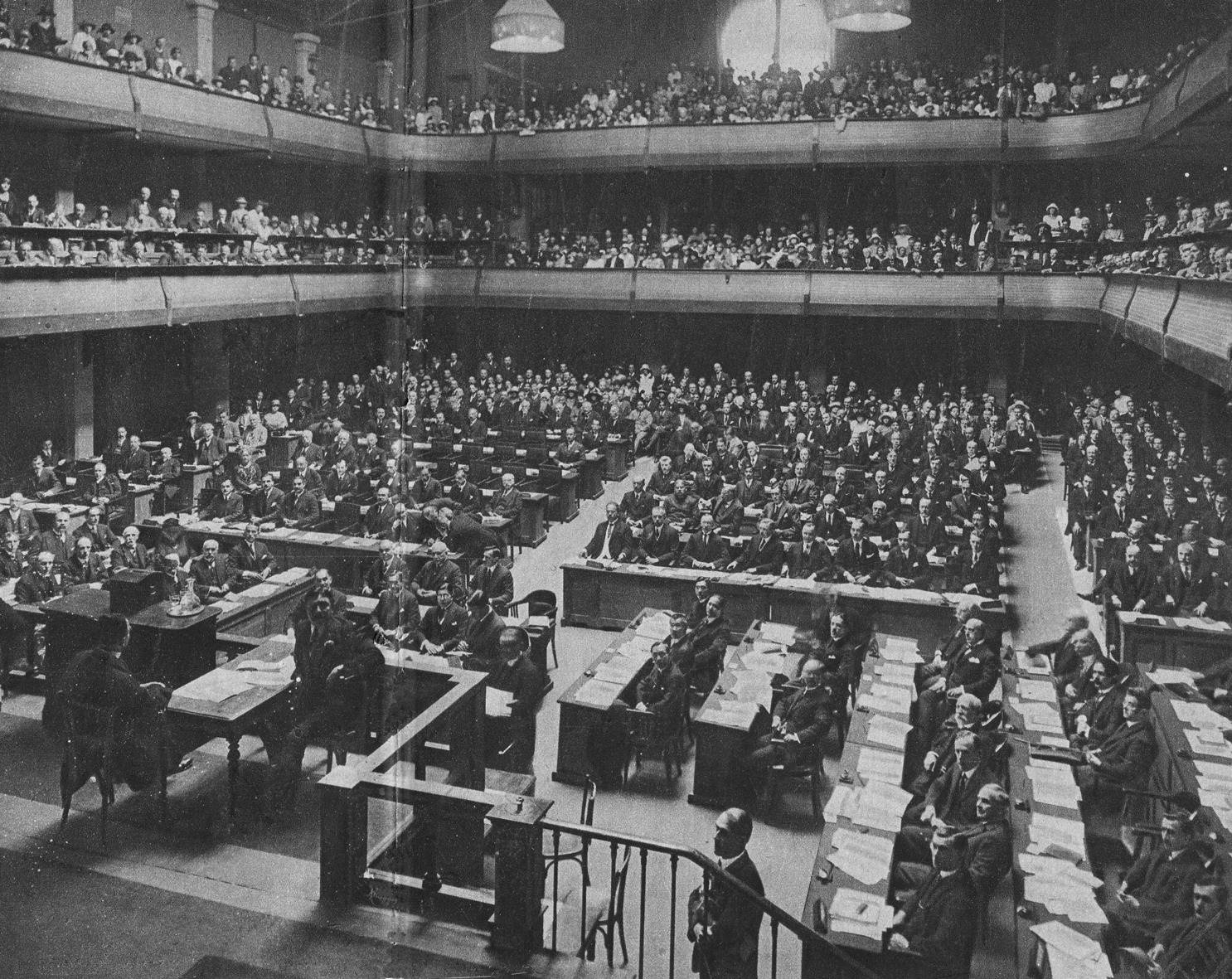
En session i församlingen 1923 i Genève vid Salle de la Réformation.

I frederna efter första världskriget ställdes även vissa territoriella områden under Nationernas förbunds kontroll. De kallades NF-mandat, och var en form av protektorat. Tanken var att förbereda befolkningen för självständighet, men som områdena bedömdes olika mogna för självständighet indelades i tre olika typer av mandat: A-mandat, B-mandat och C-mandat.
Till A-mandaten räknades de tidigare turkiska besittningarna i Irak, Palestina och Syrien, med Storbritannien som mandatmakt för Irak och Palestina och Frankrike som mandatmakt för Syrien. Irak ansågs 1932 redo för att bli självständigt.

Till B-mandaten räknades de före detta tyska afrikanska kolonierna Togo, Kamerun och Tyska Östafrika. Togo och Kamerun förvaltades till största del av Frankrike, medan Storbritannien förvaltade en mindre del. Tyska Östafrika förvaltades till största del av Storbritannien medan en mindre del förvaltades av Belgien. I A- och B-mandat skulle alla anslutna staters medborgare garanteras full ekonomisk likställighet.

Världskarta mellan 1920-45 som visar förbundets medlemmar genom dess historia.
Medlemmar
Medlemmars kolonier
Mandat

Till C-mandaten räknades före detta Tyska Sydvästafrika med Sydafrika som förvaltare samt Samoa, Nya Guinea och Stillahavsöarna norr om ekvatorn under Nya Zeeland, Australien och Japan som mandatstater. Därtill ön Nauru som förvaltades av Storbritannien, Australien och Nya Zeeland.
Utöver dessa stod även Saarland 1920-35 och Fria staden Danzig under Nationernas förbunds överinseende.
Nationernas förbund var delaktiga i ett flertal konflikter med större eller mindre framgång, bland annat Ålandsfrågan, Vilnafrågan mellan Litauen och Polen, Korfuaffären mellan Italien och Grekland, Oberschlesiska frågan mellan Tyskland och Polen, grekisk-bulgariska konflikten, Mosulfrågan, Östgrönländska frågan mellan Norge och Danmark, konflikten mellan Kina och Japan samt Chacokriget.
NF liknade FN mycket, men det fanns även olikheter. I beslut om sakfrågor krävdes till exempel enhällig majoritet. Även om Sverige inte tillhörde initiativtagarna till NF, var landet en av de första tillskyndarna och var medlem när NF:s formellt bildades 10 januari 1920. 1934 tjänstgjorde Rickard Sandler som president för NF:s generalförsamling. De nordiska länderna hade ett nära samarbete inom NF  och följde liknande principer med parlamentariska snarare än diplomatiska representanter i främsta ledet.

## Språk och symboler
NF:s officiella språk var franska och engelska.
Nationernas förbund aldrig hade någon officiell flagga, logotyp eller emblem. En flagga användes på världsutställningen i New York 1939 i kommunikationssyfte. Förbundets verksamhet upphörde några månader efter världsutställningens början på grund av kriget, beslutet att skapa denna flagga var alltså inte resultatet av ett samråd mellan stater.

Flaggan bestod av två femuddiga stjärnor i en blå femhörning. De symboliserade jordens fem kontinenter och "fem raser". En text över visade det engelska namnet för förbundet League of Nations och en annan under visade det franska namnet Société des Nations.

Flagga.
Emblem.